# C. Alfred Anderson
Pour les articles homonymes, voir Anderson.
Charles Alfred Anderson Sr. (né le 9 février 1907 à Bryn Mawr et mort le 13 avril 1996 à Tuskegee), surnommé Chief (« Chef »), est un aviateur militaire américain.
Il est connu comme le « père de l'aviation noire »,. Il est le premier Afro-Américain à obtenir une licence de pilote professionnel.
Il est instructeur de vol en chef des Tuskegee Airmen,, un groupe d'aviateurs afro-américains qui se distingua durant la Seconde Guerre mondiale, et sera médiatisé pour avoir fait un vol d'essai avec la Première dame des États-Unis Eleanor Roosevelt lors de sa visite de l'école.
Il fait partie du National Aviation Hall of Fame.
En 2012, Christina L. Anderson, petite-fille de C. Alfred « Chief » Anderson, a créé la C. Alfred « Chief » Anderson Legacy Foundation Inc. afin de perpétuer l'héritage du chef Anderson et des Tuskegee Airmen.